# MTV Europe Music Awards
MTV Europe Music Awards (EMA) — щорічна церемонія вручення музичних нагород, заснована телеканалом MTV Europe в 1994 році. Щороку церемонія проходить в одному з великих європейських міст. 

## Міста, що приймали MTV Europe Music Awards
| Рік  | Місто      | Місце                            | Ведучий                   |
| ---- | ---------- | -------------------------------- | ------------------------- |
| 1994 | Берлін     | Бранденбурзькі ворота            | Том Джонс                 |
| 1995 | Париж      | Le Zénith                        | Жан-Поль Готьє            |
| 1996 | Лондон     | Alexandra Palace                 | Роббі Вільямс             |
| 1997 | Роттердам  | Ahoy Rotterdam                   | Ронан Кітінг              |
| 1998 | Мілан      | Fila Forum                       | Дженні МакКарті           |
| 1999 | Дублін     | Point Depot                      | Ронан Кітінг              |
| 2000 | Стокгольм  | Stockholm Globe Arena            | Вайклеф Жан               |
| 2001 | Франкфурт  | Festhalle Frankfurt              | Саша Барон Коен, як Ali G |
| 2002 | Барселона  | Palau Sant Jordi                 | P.Diddy                   |
| 2003 | Единбург   | Ocean Terminal                   | Крістіна Агілера          |
| 2004 | Рим        | Tor di Valle і Колізей           | Xzibit                    |
| 2005 | Лісабон    | Atlantic Pavilion                | Саша Барон Коен, Borat    |
| 2006 | Копенгаген | Bella Center і Rådhuspladsen     | Джастін Тімберлейк        |
| 2007 | Мюнхен     | München Olympiahalle             | Снуп Догг                 |
| 2008 | Ліверпуль  | Liverpool Echo Arena             | Кеті Перрі і Джаред Лето  |
| 2009 | Берлін     | Бранденбурзькі ворота і O2 World | Кеті Перрі                |
| 2010 | Мадрид     | Caja Mágica                      | Єва Лонгорія              |
| 2011 | Белфаст    | Odyssey Arena                    | Селена Гомес              |
| 2012 | Франкфурт  | Festhalle Frankfurt              | Гайді Клум                |
| 2013 | Амстердам  | Amsterdam-Zuidoost               | Redfoo                    |
| 2014 | Глазго     | Finnieston                       | Нікі Мінаж                |
| 2015 | Мілан      | Assago                           | Ед Ширан, Рубі Роуз       |
| 2016 | Роттердам  | Ahoy Rotterdam                   | Бібі Рекса                |
| 2017 | Лондон     | Вемблі Арена                     | Ріта Ора                  |
| 2018 | Баракальдо | Біскайя Арена                    | Гейлі Стайнфельд          |

## 1994
- Найкращий виконавець: Браян Адамс
- Найкраща виконавиця: Мерая Кері
- Найкращий гурт: Take That

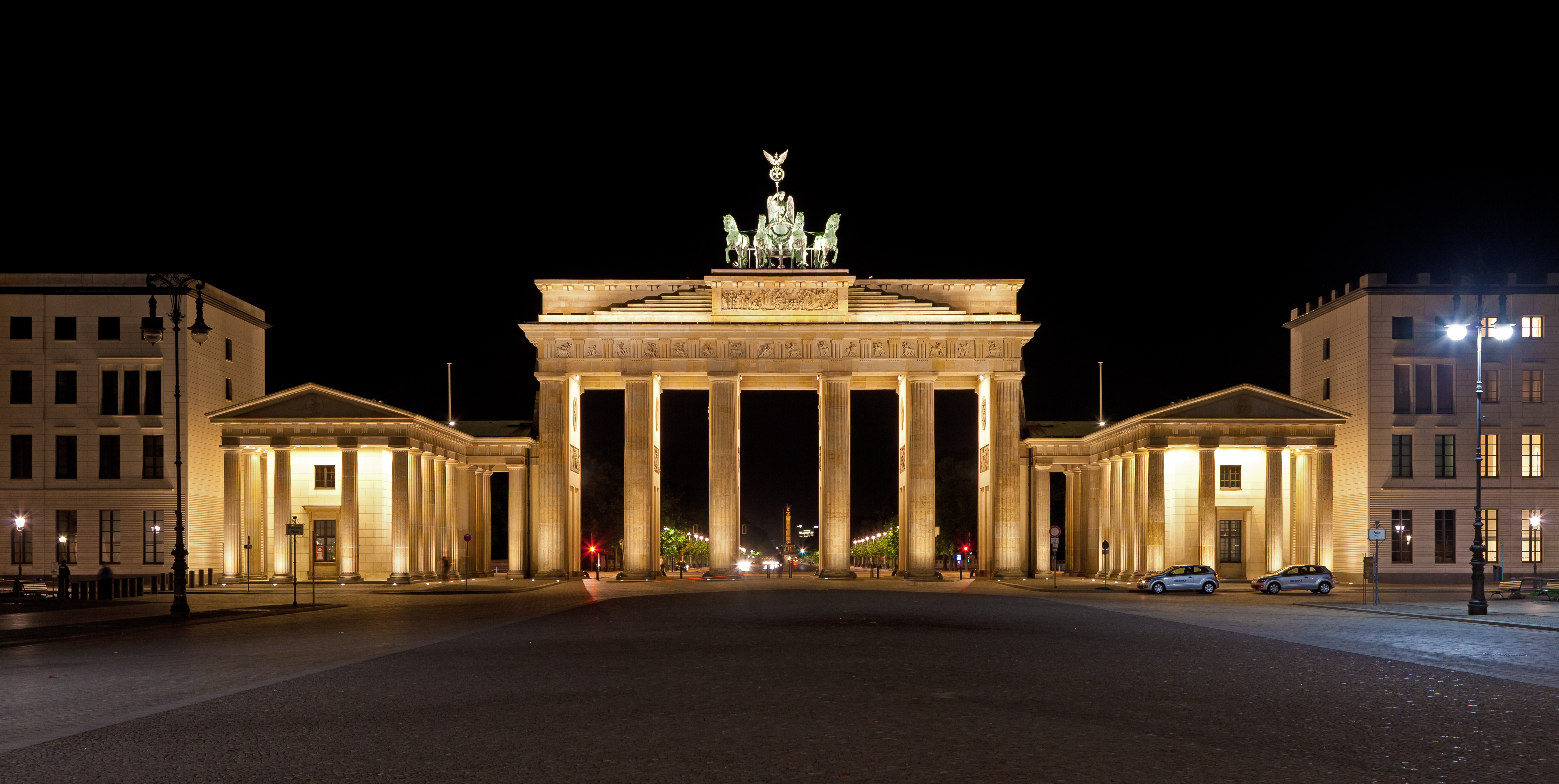
Бранденбурзькі ворота, Німеччина

- Найкращий рок-виконавець: Aerosmith
- Найкращий танцювальний виконавець: The Prodigy
- Найкраща пісня: Youssou N'Dour & Neneh Cherry, «7 Seconds»
- Найкращий режисер: Mark Pellington за кліп Whale «Hobo Humpin 'Slobo Babe»
- Найкращий обкладинка синглу: Gun, «Word Up»
- Найкращий дебют: Crash Test Dummies
- Нагорода Free Your Mind: Amnesty International

## 1995
- Найкращий виконавець: Майкл Джексон
- Найкраща виконавиця: Бйорк
- Найкращий гурт: U2
- Найкращий рок-виконавець: Bon Jovi
- Найкращий танцювальний виконавець: East 17
- Найкращий концертний виконавець: Take That
- Найкраща пісня: The Cranberries, «Zombie»
- Найкращий режисер: Michel Gondry - Massive Attack 's «Protection»
- Найкращий дебют: Dog Eat Dog
- Нагорода Free Your Mind: Greenpeace

## 1996

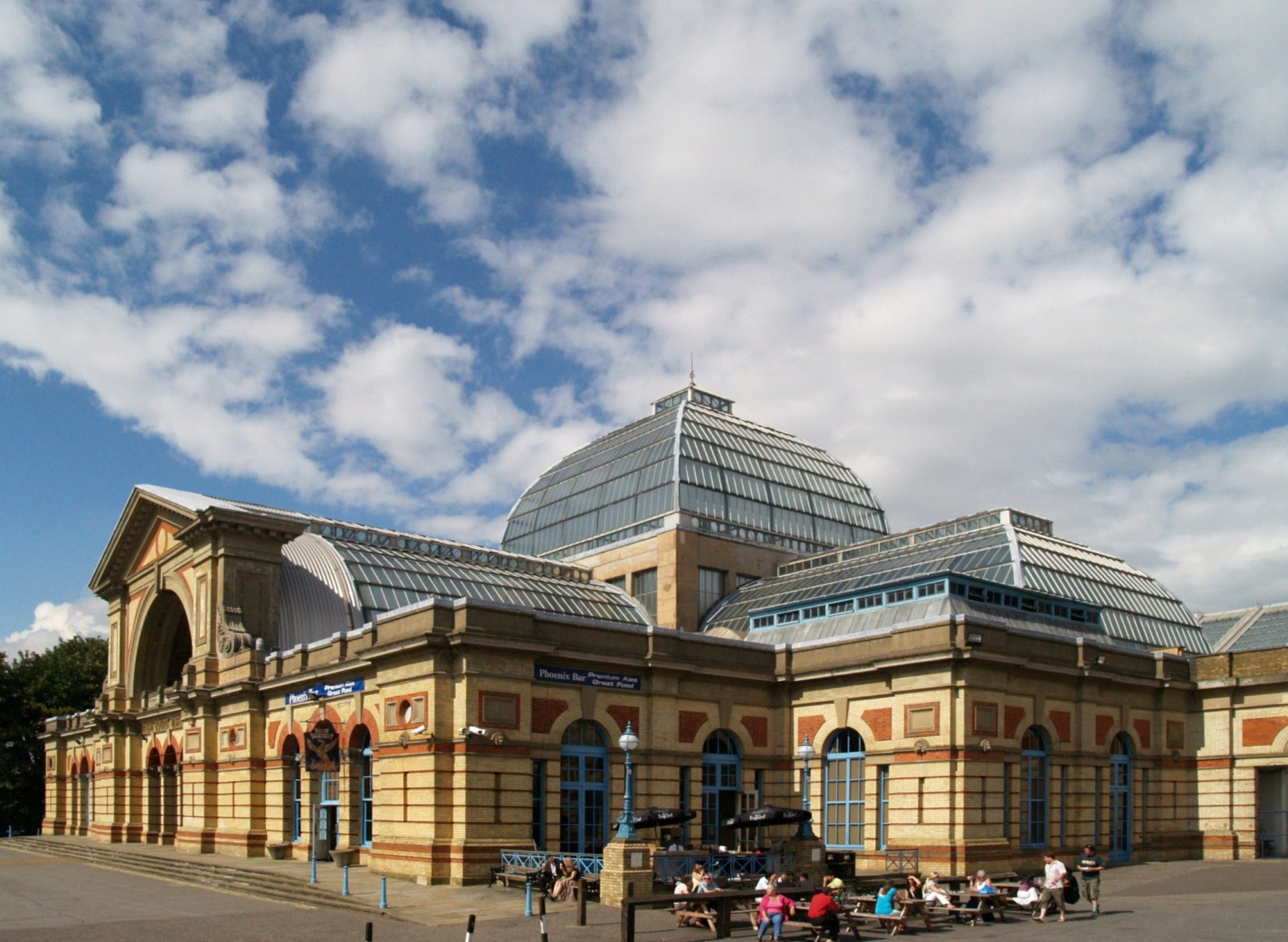
Олександра-палас, Англія

- Найкращий виконавець: Джордж Майкл
- Найкраща виконавиця: Аланіс Моріссетт
- Найкращий гурт: Oasis
- Найкращий рок-виконавець: The Smashing Pumpkins
- Найкращий танцювальний виконавець: The Prodigy
- Найкраща пісня: Oasis, «Wonderwall»
- Вибір MTV: Backstreet Boys, «Get Down (You're the One for Me)»
- Найкращий дебют: Garbage
- Нагорода Free Your Mind: The Buddies & Carers of Europe

## 1997

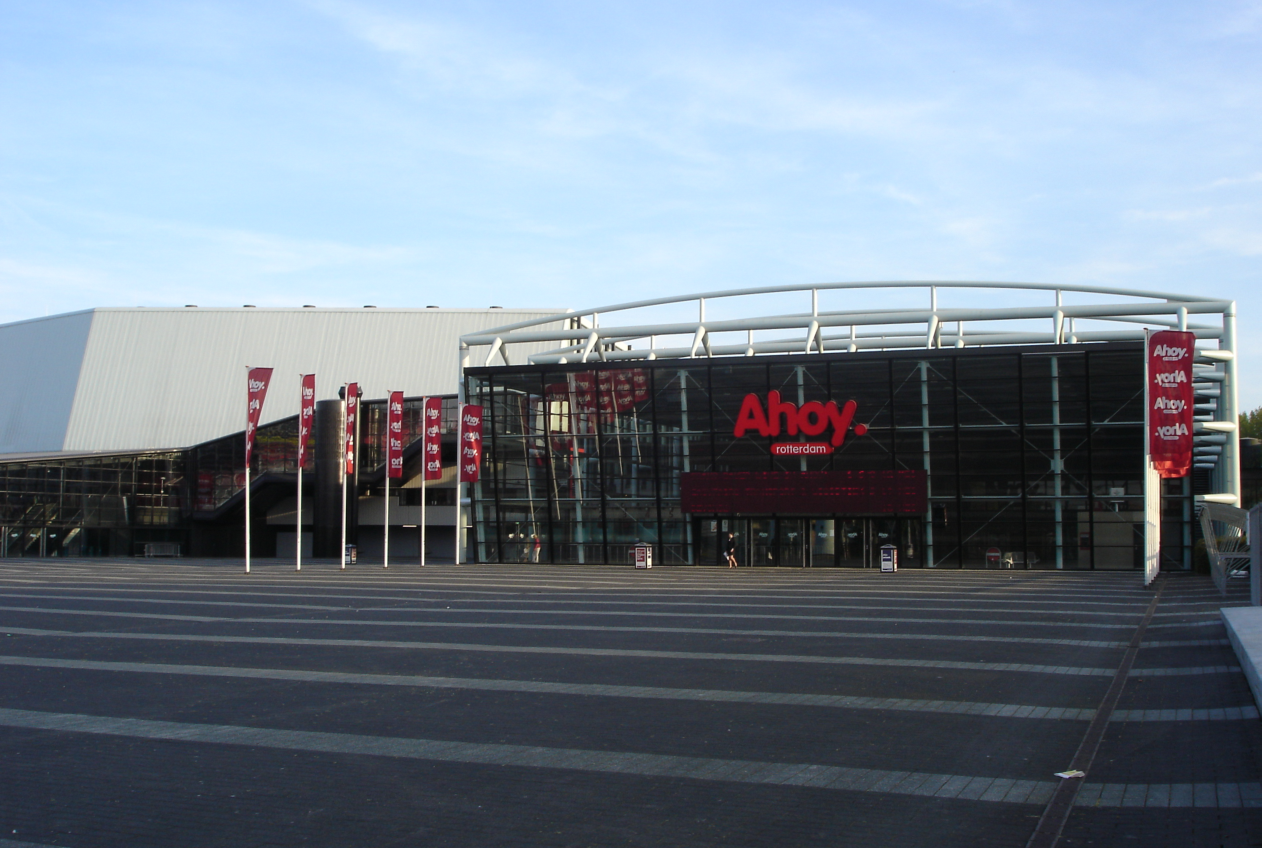
Ahoy Rotterdam, Нідерланди.

- Найкращий виконавець: Джон Бон Джові
- Найкраща виконавиця: Джанет Джексон
- Найкращий гурт: Spice Girls
- Найкращий рок виконавець: Oasis
- Найкращий R&B виконавець: Blackstreet
- Найкращий реп виконавець: Вілл Сміт
- Найкращий альтернативний виконавець: The Prodigy
- Найкращий танцювальний виконавець: The Prodigy
- Найкраще відео року: The Prodigy - Breathe
- Найкращий концертний виконавець: U2
- Найкраща пісня: Hanson, «MMMBop»
- Вибір MTV: Backstreet Boys, «As Long As You Love Me»
- Найкращий дебют: Hanson
- Нагорода Free Your Mind: Landmine Survivors Network

## 1998
- Найкращий виконавець: Роббі Вільямс
- Найкраща виконавиця: Мадонна
- Найкращий гурт: Spice Girls
- Найкращий поп виконавець: Spice Girls
- Найкращий рок виконавець: Aerosmith
- Найкращий реп виконавець: Beastie Boys
- Найкращий танцювальний виконавець: The Prodigy
- Найкраща пісня: Наталі Імбрулія, «Torn»
- Найкраще відео: Massive Attack, «Tear Drop»
- Найкращий альбом: Мадонна,Ray of Light
- Найкращий дебют: All Saints
- Нагорода Free Your Mind: B92 (independent Serbian radio station)
- Найкращий німецький виконавець: Thomas D & Franka Potente
- Найкращий скандинавський виконавець: Eagle Eye Cherry
- Найкращий південноєвропейський виконавець: Bluvertigo
- Найкращий британський-ірландський виконавець: 5ive

## 1999
- Найкращий виконавець: Вілл Сміт
- Найкраща виконавиця: Брітні Спірс
- Найкращий гурт: Backstreet Boys
- Найкращий поп виконавець: Брітні Спірс
- Найкращий рок виконавець: The Offspring
- Найкращий R&B виконавець: Вітні Х'юстон
- Найкращий хіп-хоп виконавець: Емінем
- Найкращий танцювальний виконавець: Fatboy Slim
- Найкраща пісня: Брітні Спірс, «... Baby One More Time »
- Найкраще відео: Blur, «Coffee & TV»
- Найкращий альбом: Boyzone,By Request
- Найкращий дебют: Брітні Спірс
- Нагорода Free Your Mind: Боно
- Найкращий німецький виконавець: Ксав'єр Найду
- Найкращий британський-ірландський виконавець: Boyzone (Daily Edition)
- Найкращий скандинавський виконавець: Лене Марлін
- Найкращий італійський виконавець: Elio e le Storie Tese

## 2000
- Найкращий виконавець: Рікі Мартін
- Найкраща виконавиця: Мадонна
- Найкращий гурт: Backstreet Boys

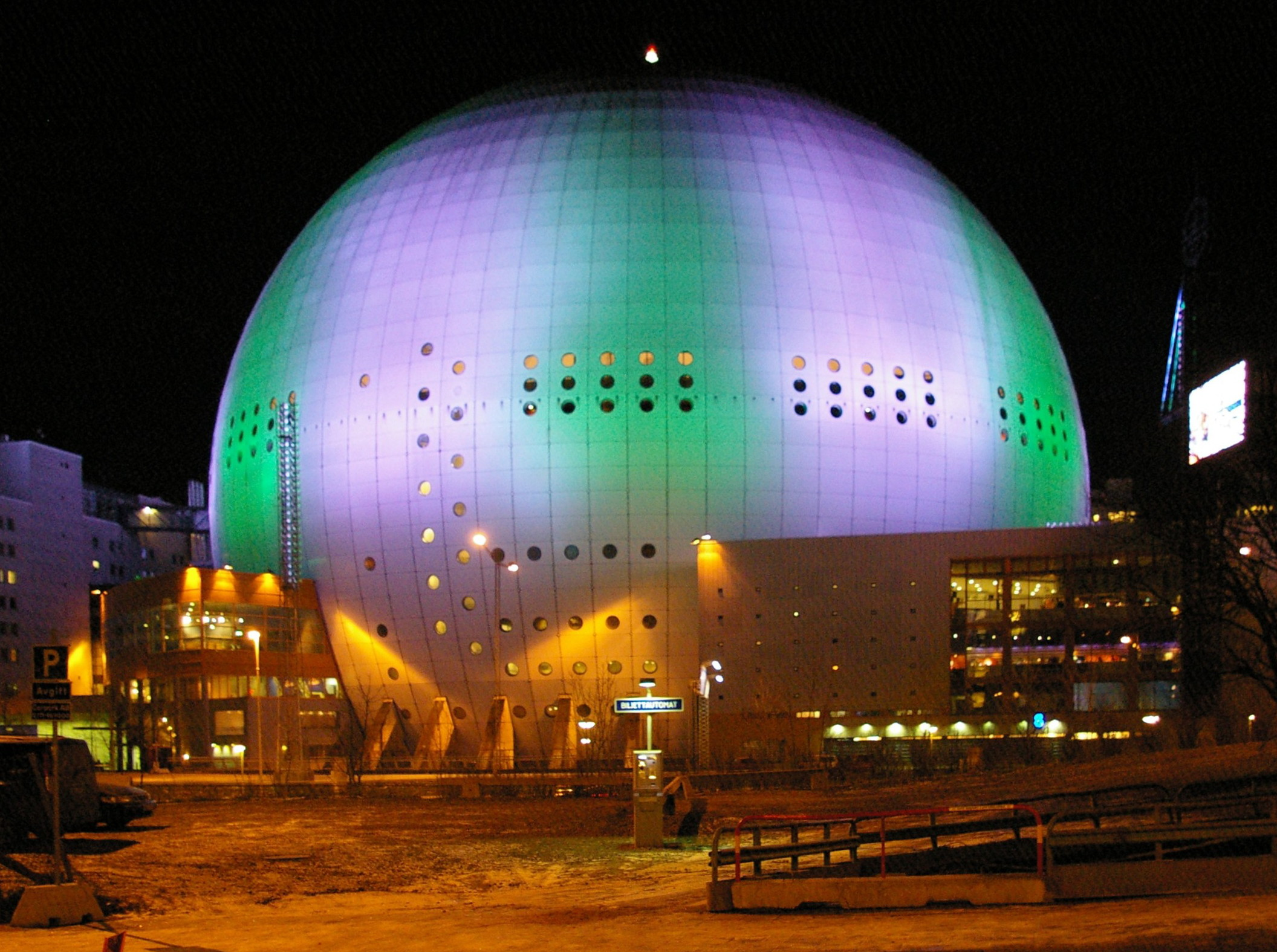
Stockholm Globe Arena, Швеція.

- Найкращий поп виконавець: All Saints
- Найкращий рок виконавець: Red Hot Chili Peppers
- Найкращий R&B виконавець: Jennifer Lopez
- Найкращий хіп-хоп виконавець: Eminem
- Найкращий танцювальний виконавець: Madonna
- Найкраща пісня: Роббі Вільямс, «Rock DJ»
- Найкраще відео: Moby, «Natural Blues» (Режисер: David La Chapelle)
- Найкращий альбом: Eminem,The Marshall Mathers LP
- Найкращий Новий виконавець: Blink 182
- Нагорода Free Your Mind: Otpor
- Найкращий голландський виконавець: Kane
- Найкращий французький виконавець: Modjo
- Найкращий німецький виконавець: Guano Apes
- Найкращий італійський виконавець: Subsonica
- Найкращий скандинавський виконавець: Bomfunk MC's
- Найкращий польський виконавець: Kazik
- Найкращий іспанський виконавець: Dover
- Найкращий британський-ірландський виконавець: Westlife

## 2001
- Найкращий виконавець: Роббі Вільямс
- Найкраща виконавиця: Jennifer Lopez
- Найкращий гурт: Limp Bizkit
- Найкращий поп виконавець: Anastacia
- Найкращий рок виконавець: Blink 182
- Найкращий R&B виконавець: Craig David
- Найкращий хіп-хоп виконавець: Eminem
- Найкращий танцювальний виконавець: Gorillaz
- Вебнагорода: Limp Bizkit «www.limpbizkit.com»
- Найкраща пісня: Gorillaz, «Clint Eastwood»
- Найкраще відео: The Avalanches, «Since I Left You» (Режисер: Rob Legatt і Leigh Marling, Blue Source)
- Найкращий альбом: Limp Bizkit,Chocolate Starfish And The Hot Dog Flavored Water
- Найкращий дебют: Dido
- Нагорода Free Your Mind: Treatment Action Campaign (TAC)
- Найкращий голландський виконавець: Kane
- Найкращий французький виконавець: Manu Chao
- Найкращий німецький виконавець: Samy Deluxe
- Найкращий італійський виконавець: Elisa
- Найкращий скандинавський виконавець: Safri Duo
- Найкращий польський виконавець: Kasia Kowalska
- Найкращий російський виконавець: Алсу
- Найкращий іспанський виконавець: La Oreja de Van Gogh
- Найкращий британський-ірландський виконавець: Craig David

## 2002
- Найкращий виконавець: Eminem

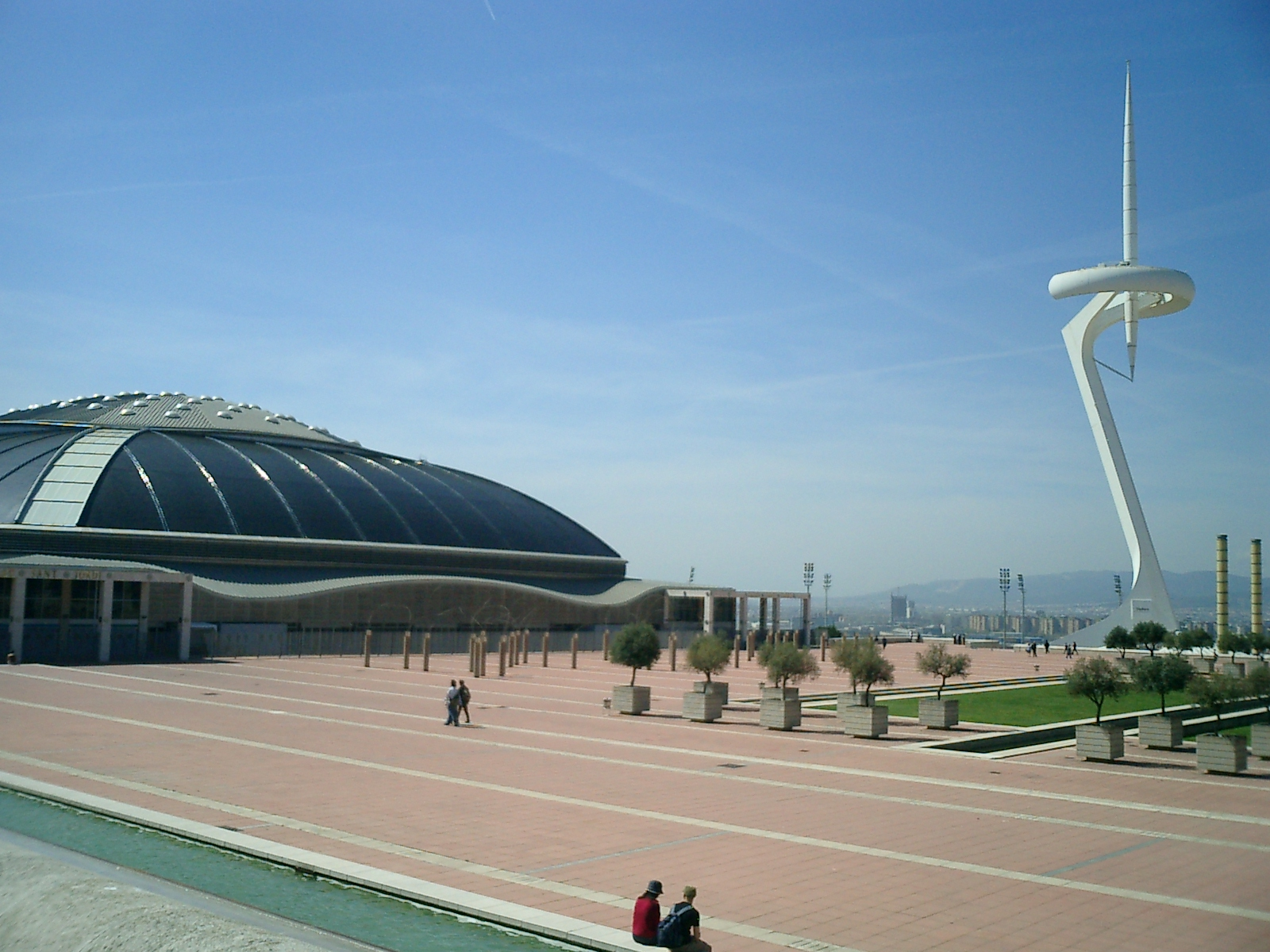
Palau Sant Jordi, Іспанія.

- Найкраща виконавиця: Jennifer Lopez
- Найкращий гурт: Linkin Park
- Найкращий поп виконавець: Kylie Minogue
- Найкращий рок виконавець: Red Hot Chili Peppers
- Найкращий хардрок виконавець: Linkin Park
- Найкращий R&B виконавець: Alicia Keys
- Найкращий хіп-хоп виконавець: Eminem
- Найкращий танцювальний виконавець: Kylie Minogue
- Найкращий концертний виконавець: Red Hot Chili Peppers
- Вебнагорода: Moby «www.moby.com»
- Найкраща пісня: Pink, «Get the Party Started»
- Найкраще відео: Röyksopp, «Remind Me»
- Найкращий альбом: Eminem,The Eminem Show
- Найкращий Новий виконавець: The Calling
- Нагорода Free Your Mind: Football Against Racism in Europe (FARE)

- Найкращий голландський виконавець: Brainpower
- Найкращий французький виконавець: Indochine
- Найкращий німецький виконавець: Xavier Naidoo
- Найкращий італійський виконавець: Subsonica
- Найкращий скандинавський виконавець: Kent
- Найкращий польський виконавець: Myslovitz
- Найкращий португальська виконавець: Blind Zero
- Найкращий румунський виконавець: Animal X
- Найкращий російський виконавець: tATu
- Найкращий іспанський виконавець: Amaral
- Найкращий британський-ірландський виконавець: Coldplay

## 2003
- Найкращий виконавець: Джастін Тімберлейк
- Найкраща виконавиця: Christina Aguilera
- Найкращий гурт: Coldplay
- Найкращий поп виконавець: Джастін Тімберлейк
- Найкращий рок виконавець: The White Stripes
- Найкращий R&B виконавець: Beyoncé
- Найкращий хіп-хоп виконавець: Eminem
- Найкращий танцювальний виконавець: Panjabi MC
- Вебнагорода: Goldfrapp «www.goldfrapp.co.uk»
- Найкраща пісня: Beyonce feat. Jay-Z
- Найкраща відео: Sigur Ros, «Untitled 1»
- Найкращий альбом: Джастін Тімберлейк,Justified
- Найкращий Новий виконавець: Sean Paul
- Нагорода Free Your Mind: Aung San Suu Kyi (Politics)
- Найкращий голландський виконавець: Tiesto
- Найкращий французький виконавець: KYO
- Найкращий німецький виконавець: Die Ärzte
- Найкращий італійський виконавець: Gemelli Diversi
- Найкращий скандинавський виконавець: The Rasmus
- Найкращий польський виконавець: Myslovitz
- Найкращий португальська виконавець: Blind Zero
- Найкращий румунський виконавець: AB4
- Найкращий російський виконавець: tATu
- Найкращий іспанський виконавець: El Canto del Loco
- Найкращий виконавець MTV2 - британський-ірландський: The Darkness

## 2004
.
- Найкращий виконавець: Usher

Колізей, Італія

- Найкраща виконавиця: Britney Spears
- Найкращий гурт: Outkast
- Найкращий поп виконавець: Black Eyed Peas
- Найкращий рок виконавець: Linkin Park
- Найкращий R&B виконавець: Alicia Keys
- Найкращий хіп-хоп виконавець: D12
- Найкращий альтернативний виконавець: Muse
- Найкраща пісня: Outkast, «Hey Ya!»
- Найкраще відео: Outkast «Hey Ya!»
- Найкращий альбом: Usher, Confessions
- Найкращий Новий виконавець: Maroon 5
- Нагорода Free Your Mind: La Strada

### Регіональні нагороди
- Найкращий данський-бельгійський виконавець: Kane
- Найкращий французький виконавець: Jenifer
- Найкращий німецький виконавець: Beatsteaks
- Найкращий італійський виконавець: Tiziano Ferro
- Найкращий скандинавський виконавець: The Hives
- Найкращий польський виконавець: Sistars
- Найкращий португальська виконавець: Da Weasel
- Найкращий румунський виконавець: Ombladon featuring Raku
- Найкращий російській виконавець: Звери
- Найкращий іспанський виконавець: Enrique Bunbury
- Найкращий виконавець MTV2 - британський-ірландський: Muse

## 2005

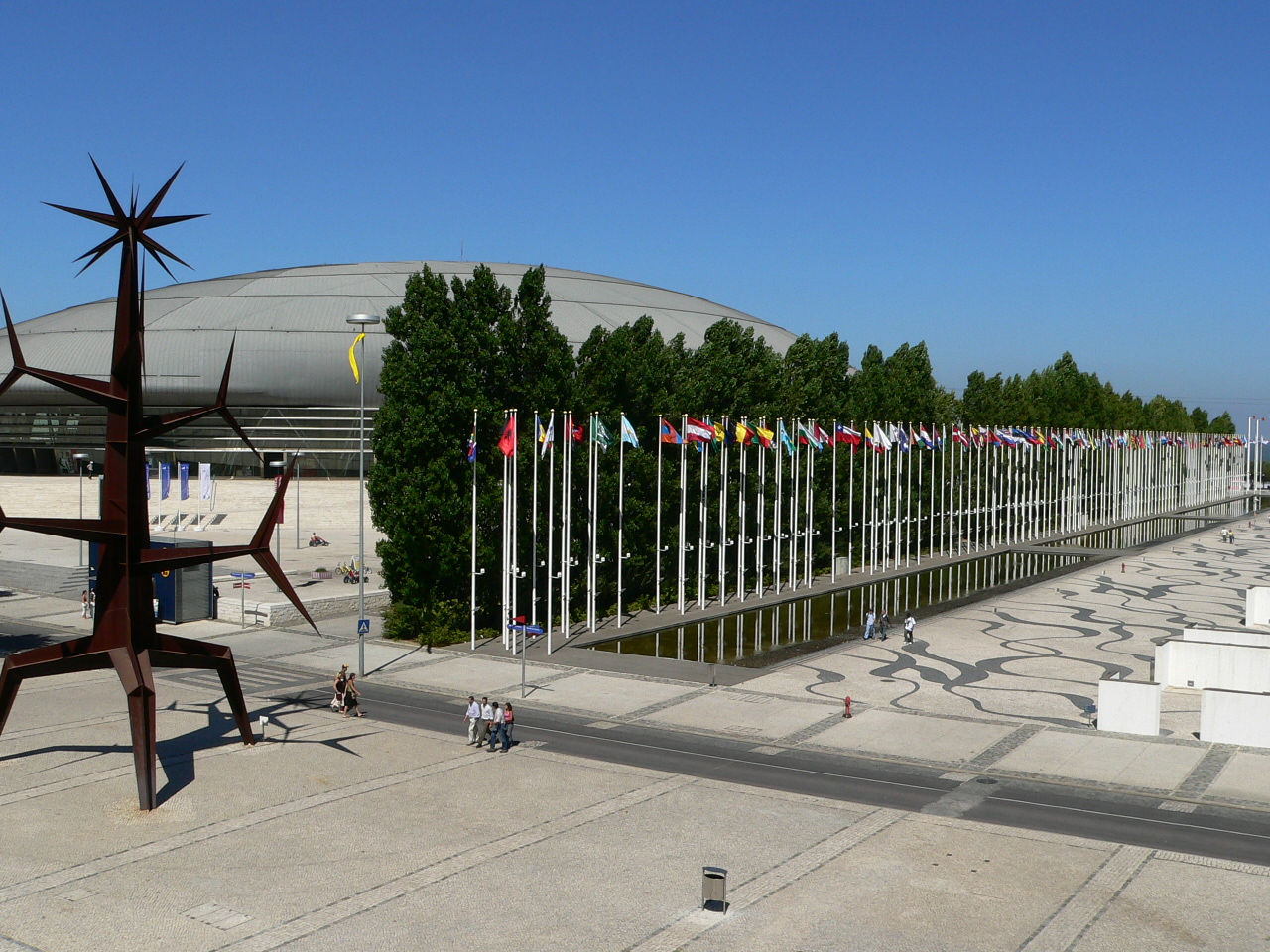
Pavilhão Atlântico, Португалія.

- Найкращий виконавець: Robbie Williams
- Найкраща виконавиця: Шакіра
- Найкращий гурт: Gorillaz
- Найкращий поп виконавець: Black Eyed Peas
- Найкращий рок виконавець: Green Day
- Найкращий R&B виконавець: Alicia Keys
- Найкращий хіп-хоп виконавець: Snoop Dogg
- Найкращий альтернативний виконавець: System of a Down
- Найкраща пісня: Coldplay, «Speed Of Sound»
- Найкраще відео: The Chemical Brothers, «Believe»
- Найкращий альбом: Green Day, American Idiot
- Найкращий Новий виконавець: James Blunt
- Нагорода Free Your Mind: Боб Гелдоф

### Регіональні нагороди
- Найкращий адріатичний виконавець: Siddharta (Словенія)
- Найкращий африканський виконавець: 2 face Idibia
- Найкращий данський виконавець: Mew
- Найкращий голландський-бельгійський виконавець: Anouk
- Найкращий фінський виконавець: The Rasmus
- Найкращий французький виконавець: Superbus
- Найкращий німецький виконавець: Rammstein
- Найкращий італійський виконавець: Negramaro
- Найкращий норвезький виконавець: Turbonegro
- Найкращий польський виконавець: Sistars
- Найкращий португальська виконавець: The Gift
- Найкращий іспанський виконавець: El Canto del Loco
- Найкращий шведський виконавець: Moneybrother
- Найкращий румунський виконавець: Voltaj
- Найкращий російський виконавець: Діма Білан
- Найкращий британський-ірландський виконавець: Coldplay

## 2006

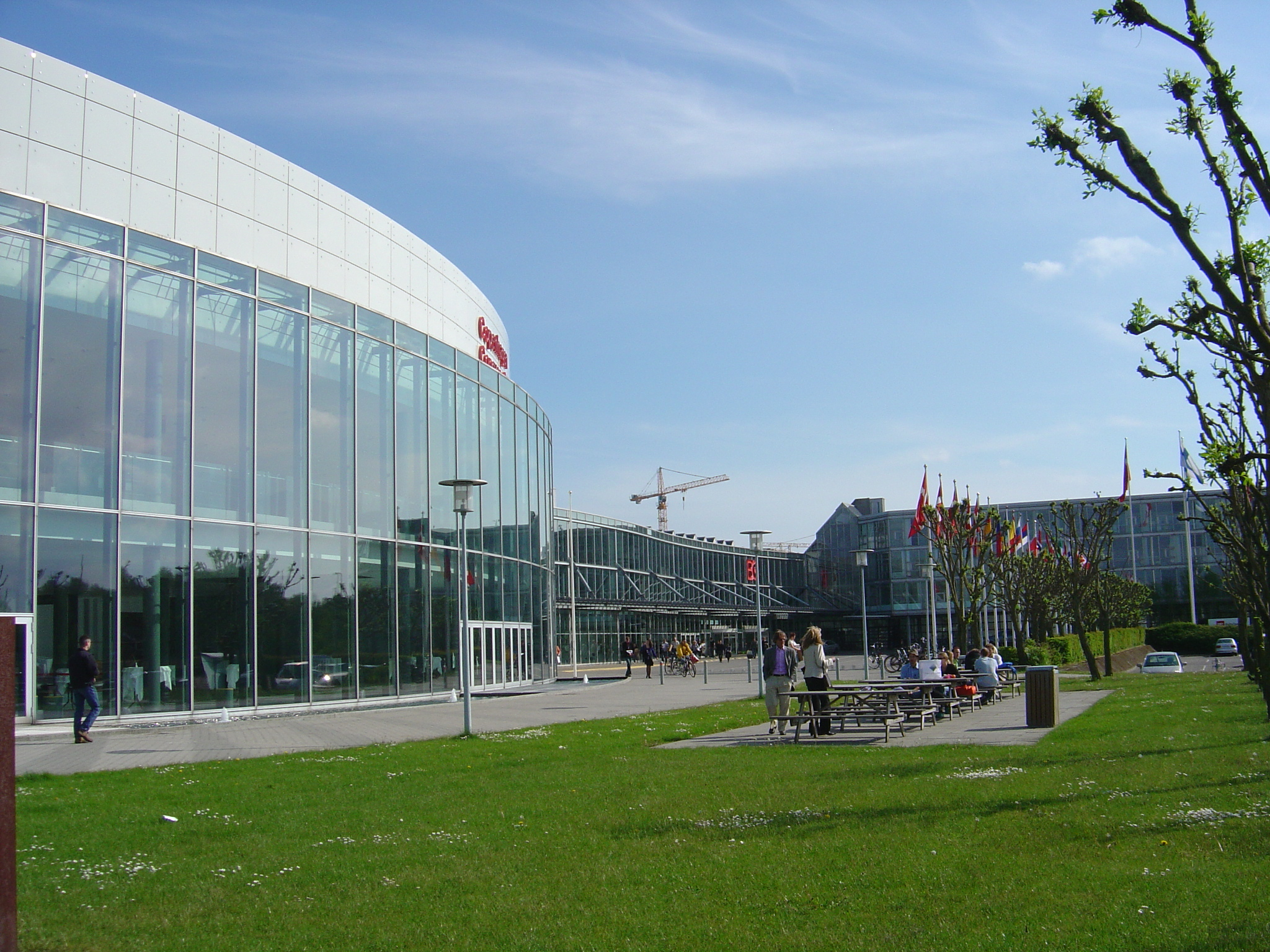
Bella Center, Данія

- Найкращий виконавець: Джастін Тімберлейк
- Найкраща виконавиця: Крістіна Агілера
- Найкращий гурт: Depeche Mode
- Найкращий поп виконавець: Джастін Тімберлейк
- Найкращий рок виконавець: The Killers
- Найкращий R&B виконавець: Rihanna
- Найкращий хіп-хоп виконавець: Kanye West
- Найкращий альтернативний виконавець: Muse
- Найкраща пісня: Gnarls Barkley, «Crazy»
- Найкраще відео: Justice vs Simian, «We Are Your Friends»
- Найкращий альбом: Red Hot Chili Peppers, Stadium Arcadium
- Звук майбутнього: Gnarls Barkley

### Регіональні нагороди
- Найкращий адріатичний виконавець: Александра Ковач (Сербія)
- Найкращий африканський виконавець: Freshlyground (Південна Африка)
- Найкращий виконавець Балтики: Brainstorm (Латвія)
- Найкращий данський виконавець: Outlandish
- Найкращий голландський-бельгійський виконавець: Anouk (Нідерланди)
- Найкращий фінський виконавець: Poets of the Fall
- Найкращий французький виконавець: Diam's
- Найкращий німецький виконавець: Bushido
- Найкращий італійський виконавець: Finley
- Найкращий норвезький виконавець: Marit Larsen
- Найкращий польський виконавець: Blog 27
- Найкращий португальська виконавець: Moonspell
- Найкращий румунський виконавець: DJ Project
- Найкращий російський виконавець: Діма Білан
- Найкращий іспанський виконавець: La Excepción
- Найкращий шведський виконавець: Snook
- Найкращий британський-ірландський виконавець: The Kooks (Велика Британія)

## 2007

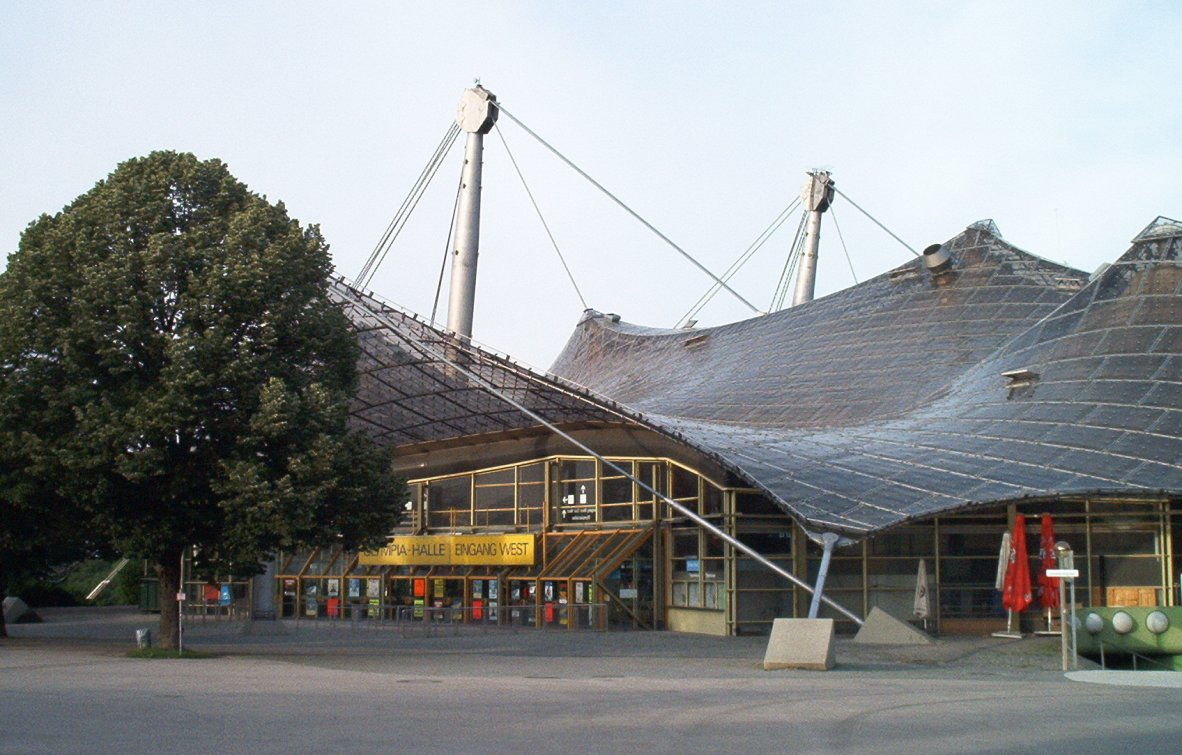
München Olympiahalle, Німеччина.

- Найкраща пісня: Авріл Лавін, «Girlfriend»
- Найкраще відео: Justice, «DANCE»
- Найкращий альбом: Неллі Фуртадо, «Loose»
- Найкращий виконавець: Авріл Лавін
- Найкращий гурт: Linkin Park
- Новий Звук Європи: Bedwetters
- Найкращий рок виконавець: 30 Seconds to Mars
- Найкращий в стилі Urban: Rihanna
- Найкращий артист: Авріл Лавін
- Найкращий Інтернаціональний Артист: Tokio Hotel

### Регіональні нагороди
- Найкращий британський-ірландський виконавець: Muse
- Найкращий німецький виконавець: Bushido
- Найкращий данський виконавець: Nephew
- Найкращий фінський виконавець: Negative
- Найкращий норвезький виконавець: El Axel
- Найкращий шведський виконавець: Neverstore
- Найкращий італійський виконавець: J-Ax
- Найкращий голландський-бельгійський виконавець: Within Temptation (Нідерланди)
- Найкращий французький виконавець: Justice
- Найкращий польський виконавець: Doda / Дода / Польща
- Найкращий іспанський виконавець: Violadores del Verso
- Найкращий російський виконавець: Діма Білан
- Найкращий румунського-молдавський виконавець: Andrea Banica
- Найкращий португальська виконавець: Da Weasel
- Найкращий адріатичний виконавець: Van Gogh (Сербія)
- Найкращий балтійський виконавець: Jurga (Литва)
- Найкращий арабський виконавець: Rashed Al-Majed (Саудівська Аравія)
- Найкращий угорський виконавець: Ákos
- Найкращий турецький виконавець: Ceza
- Найкращий український виконавець: Lama
- Найкращий африканський виконавець: D'banj (Нігерія)
- Вибір виконавців: Amy Winehouse
- Нагорода Free Your Mind: Anton Abele

## 2008

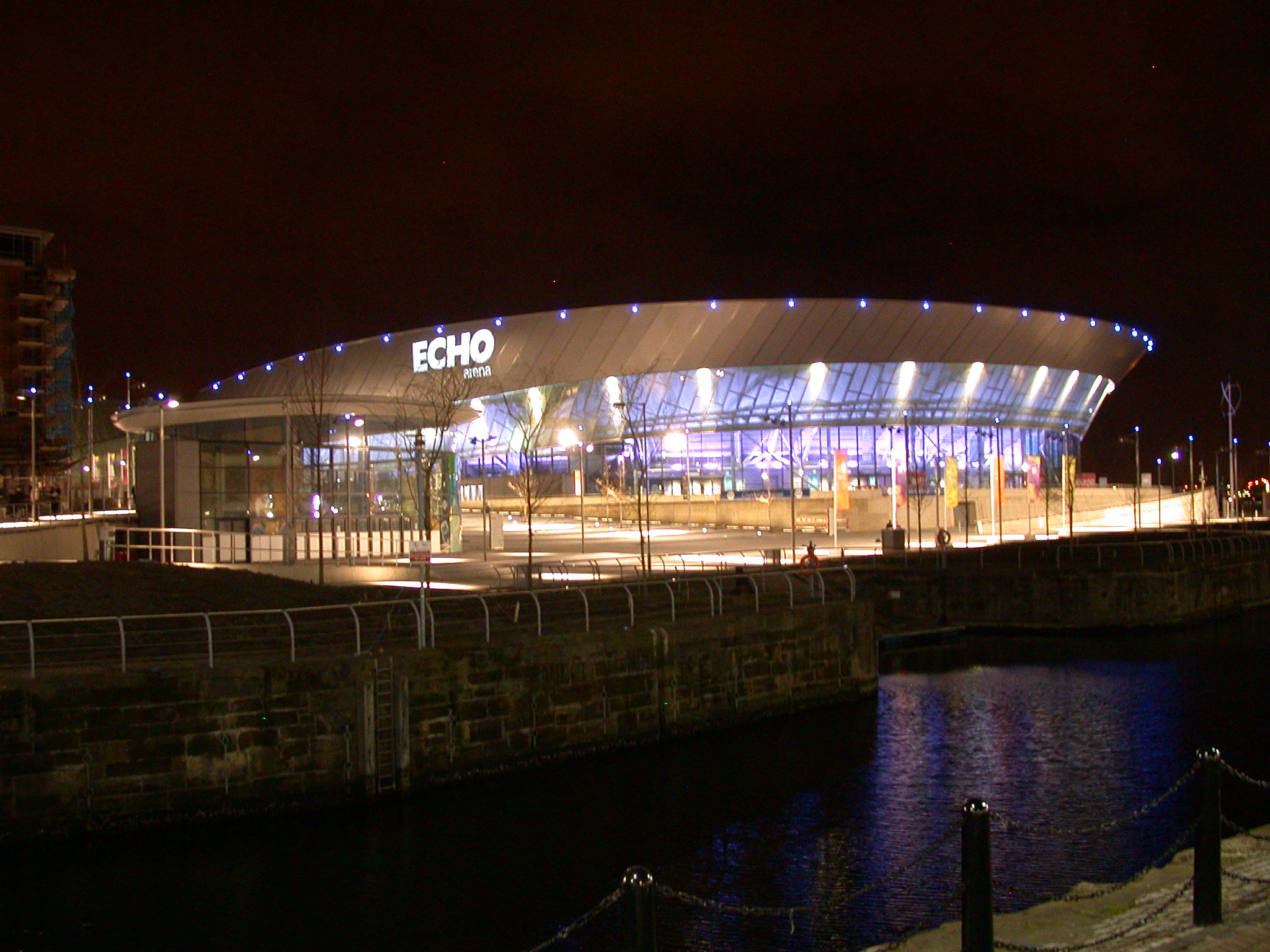
Echo Arena, Англія.

- Найкращий виконавець: Britney Spears
- Найкращий альбом: Britney Spears, «Blackout»
- Найкращий хедлайнер: Tokio Hotel
- Найбільш причеплива пісня: Pink, «So What»
- Найкращий виконавець всіх часів: Rick Astley
- Найбільша легенда: Пол Маккартні
- Найкращий новий виконавець: Кеті Перрі
- Найкращий в стилі Urban: Kanye West
- Найкращий рок виконавець: 30 Seconds to Mars
- Найкращий європейський виконавець: Емре Айдин (Туреччина)
- Найкраще відео: 30 Seconds to Mars, «A Beautiful Lie»

### Регіональні нагороди
- Найкращий британський-ірландський виконавець: Леона Льюїс
- Найкращий німецький виконавець: Fettes Brot
- Найкращий данський виконавець: Suspekt
- Найкращий фінський виконавець: Nightwish
- Найкращий норвезький виконавець: Erik & Kriss
- Найкращий шведський виконавець: Neverstore
- Найкращий італійський виконавець: Finley
- Найкращий голландський-бельгійський виконавець: De Jeugd Van Tegenwoordig (Нідерланди)
- Найкращий французький виконавець: Zaho
- Найкращий польський виконавець: Feel
- Найкращий іспанський виконавець: Amaral
- Найкращий російський виконавець: Діма Білан
- Найкращий румунський-молдавський виконавець: Morandi
- Найкращий португальська виконавець: Buraka Som Sistema
- Найкращий адріатичний виконавець: Laka (Боснія)
- Найкращий балтійський виконавець: Happyendless (Литва)
- Найкращий угорський виконавець: Gonzo

## 2009
- Найкращий новий артист: Lady Gaga
- Найкращий європейський артист: maNga
- Найкраща пісня: Бейонсе — Halo
- Найкращий живий виступ: U2
- Найкращий гурт: Tokio hotel
- Найкраща виконавиця: Бейонсе
- Найкращий виконавець: Eminem
- Найкращий урбан артист: Jay-Z
- Найкращий рок-гурт: Green Day
- Найкраща альтернативний гурт: Placebo
- Найкраще відео: Бейонсе — Single Ladies (Put a Ring on It)
- Вибір Інтернету: Pixie Lott
- Найкращий артист проекту "Worldstage": Linkin Park

## 2010
- Найкраща пісня: Lady Gaga - Bad Romance
- Найкраща співачка: Lady Gaga
- Найкращий співак: Джастін Бібер
- Найкращий хіп-хоп/реп виконавець: Eminem
- Найкращий живий виступ: Linkin Park
- Найкращий рок-артист: 30 Seconds to Mars
- Найкраще відео: Katy Perry - California Gurls
- Найкращий альтернативний виконавець: Paramore
- Найкращий поп-виконавець: Lady Gaga
- Найкращий новий артист: Kesha
- Найкращий Push артист: Джастін Бібер
- Найкращий артист проекту "Worldstage": Tokio Hotel
- Найкращий європейський артист: Marco Mengoni (Італія)
- Нагорода "Free Your Mind": Шакіра
- Глобальна ікона Bon Jovi